# 斯基季基
51°39′46″N 30°46′31″E / 51.66278°N 30.77528°E
斯基季基（烏克蘭語：Скитьки），是烏克蘭北部的村莊，隸屬切爾尼希夫州的切爾尼希夫區。該村始建於1826年，面積0.48平方公里，海拔高度145米，2001年人口123，人口密度每平方公里256.3人。